# Cyanomitra bannermani
Cyanomitra bannermani е вид птица от семейство Nectariniidae.